# Abelardo José Nácul
Abelardo José Nácul (Lagoa Vermelha, 18 de julho de 1913 — 3 de junho de 1962) foi um político e advogado brasileiro.
Filho de José Jacob Nácul e Maria Luísa Moojen, fez o ginásio em Passo Fundo, depois passando para a Faculdade Livre de Direito de Porto Alegre, que concluiu em 1939.
Foi nomeado, em 18 de outubro de 1946, pelo interventor Walter Jobim, prefeito de Lagoa Vermelha, tendo depois sido eleito, em 1947. Deixou o cargo em 1952, sendo sucedido por Hugo Estivalet Pires.
Foi eleito, em 3 de outubro de 1954, deputado estadual, pelo PSD, para a 39ª Legislatura da Assembleia Legislativa do Rio Grande do Sul, de 1955 a 1959.
Ao fim de seu mandato, ingressou no Tribunal de Contas do Estado do Rio Grande do Sul, como procurador, falecendo ainda neste cargo, em 1962.